# 澎湖章魚

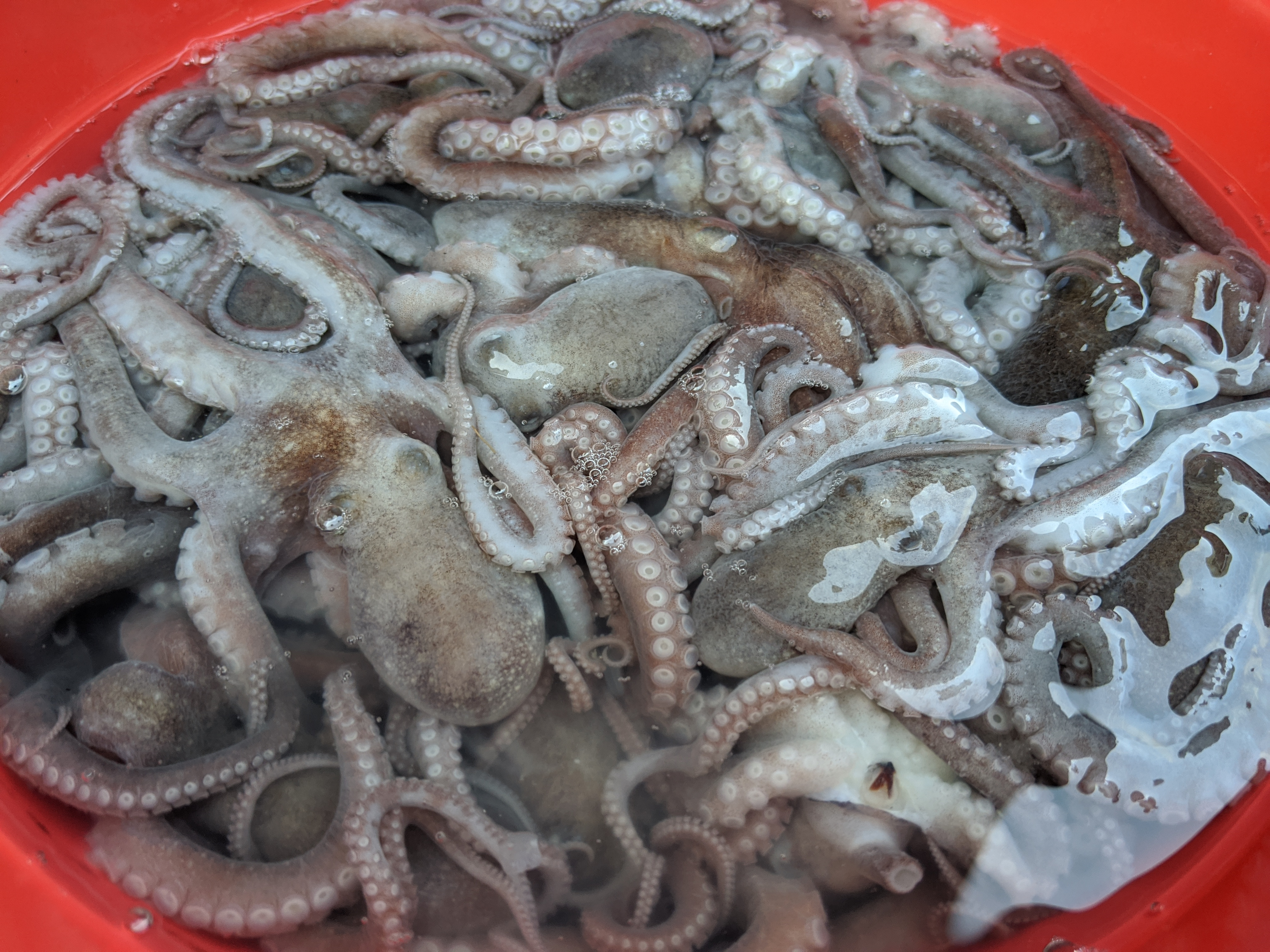
馬公第三漁港販賣的澎湖章魚。

澎湖章魚泛指分布於臺灣澎湖縣海域的章魚，在該地終年可見，春初夏末之間為盛產期，俗名繁多，如爛跤仔、土婆，一般文獻和通稱皆以「石鮔」為主。其中以鹿儿岛两鳍蛸最具經濟價值。2006年，一種澎湖特有的章魚被鑑定為章魚屬新種，但尚未正式命名。

## 簡介
澎湖章魚一般當地人通稱「石鮔」，「石鮔」被中文文獻用以撰述章魚，淵源由來已久，文獻最早可追溯至晚唐劉恂《嶺表錄異》中，章魚便被載作「石矩」。宋朝之後隨著沿海經濟的拓展，關於海洋生物方面的中文文獻逐漸豐富。根據南宋梁克家《淳熙三山志》解釋，石拒（石鮔）逢人捕抓之時，會以腳黏石塊掙扎抗拒，故名之「石拒」。:88-91
「石鮔」長久以來並無統一漢字，其餘尚有「石居」、「石巨」、「石鋸」、「石拒」、「石舉」和「石固」相似文音字形紀錄，散見於浙江、福建、廣東沿海一帶的地方風物誌，但因古文獻尚無嚴謹生物科學分類，且生物間同物異名、同名異物現象極為普遍，難以證明明清之際中國東南沿海的「石矩」，和澎湖章魚是否同一種類。:88-91
澎湖章魚每逢元宵後到媽祖生（農曆正月十五至三月廿三、西曆二月中旬到五月中旬）大量繁殖，進入盛產期，同一時間，亦是澎湖章魚食用「光手滑面蟹」（俗名：大狗仔）的產期，正好對應「三月三、大狗肥到破扁擔」之俗諺。

### 特有種
2006年，臺灣海洋生物學家何瓊紋、盧重成依據形態學與分子生物學研究，將澎湖海域的一種章魚屬物種鑑定為章魚屬的新種（Octopus sp. TW10），但未正式命名。臺灣海洋生物學家城振誠、蔡萬生則於同年完成此種章魚的生物學研究，並以「澎湖章魚」稱之。本種體長10－20公分，可能為澎湖特有種動物，僅見於澎湖海域，於2月至5月出現於澎湖的潮間帶，產卵數相對較少，為為10－30顆，卵粒大小則較大，長14.7－20.6毫米、寬 4.7－5.8毫米。

## 棲地
澎湖章魚歸類常見於澎湖沿海海域，棲息於水深3－50公尺左右的淺坪、沙地或石穴，產區又可細分成淺坪區以及深水區，淺坪區指珊瑚礁地帶，凡珊瑚礁淺坪區域之外皆歸屬於深水區。
| 澎湖章魚（石鮔） | 澎湖章魚（石鮔） | 特色                                                                                            | 其他俗名                                        | 來源  |
| ---------------- | ---------------- | ----------------------------------------------------------------------------------------------- | ----------------------------------------------- | ----- |
| 棲地             | 淺坪區           | - 腕足較粗短 - 體表佈滿網狀細斑 - 口感較佳、經濟價值較高                                        | - 粗舂（臺灣話：tsing）                         | [ 1 ] |
| 棲地             | 深水區           | - 腕足短且較細長 - 體表佈滿網狀細斑，但相對淺坪區平整 - 激動時雙目周遭會出現黑斑 - 經濟價值較低 | - 粗皮 - 溝水（西嶼地區） | [ 1 ] |

### 產區
出沒產區主要介於白沙鄉以東、湖西鄉以北海域，表格如下：
| 產區   | 村里名                                                     |
| ------ | ---------------------------------------------------------- |
| 白沙鄉 | 赤崁村、岐頭村、講美村、中屯村（中屯嶼）、員貝村（員貝嶼） |
| 湖西鄉 | 紅羅村、青螺村、沙港村                                     |
| 馬公市 | 重光里（後窟潭）                                           |

## 捕獲方式
澎湖章魚捕捉方式，淺坪區與深水區不同，淺坪區為人工捕捉、深水區則用漁船單拖網捕撈。淺坪區的澎湖章魚每逢產季，夜間多集體游至潮間帶交配產卵，民眾習慣頭戴探照燈趁黃昏退潮之際在潮間帶捕捉，石鮔此時會窩藏於石縫中噴水，使用魚叉即可捕獲，一般而言淺坪區的澎湖章魚口感較佳，經濟價值較高。
澎湖章魚尚有第三種捕撈方式，稱作「銼石鮔」或「撞石鮔」，漁民將拖曳鉤具擺放於產區海域，以鑄鉛密鉤的假餌誘捕石鮔，被假餌吸引抱鉤的石鮔即被釣獲，天亮時再乘坐船隻將鉤具載回。

## 料理
澎湖章魚（石鮔）料理可鮮食，亦可曬乾食用；但處理之前，必須以摔、搓揉或拍打方式去除石鮔黏液，否則影響口感。石鮔曬乾之後呈現腥紅色，熬湯湯汁變成紅棕色，佐以燉排骨非常有特色，「石鮔排骨湯」、「石鮔五花肉」便是澎湖傳統的古早味料理，更廣受觀光客喜愛。

## 瀕危
澎湖章魚產量銳減，為避免滅絕，澎湖縣政府曾於2005年公告兩年期禁捕令，並於2008年度起，每年公告一個月左右禁捕期；造成澎湖章魚產量銳減的原因很多，包括人為濫捕、棲地破壞（水泥造港、人為踩踏潮間帶），甚至章魚的主食「光手滑面蟹」（大狗仔）慘遭濫捕，食物來源減少，皆是原因。

## 圖輯

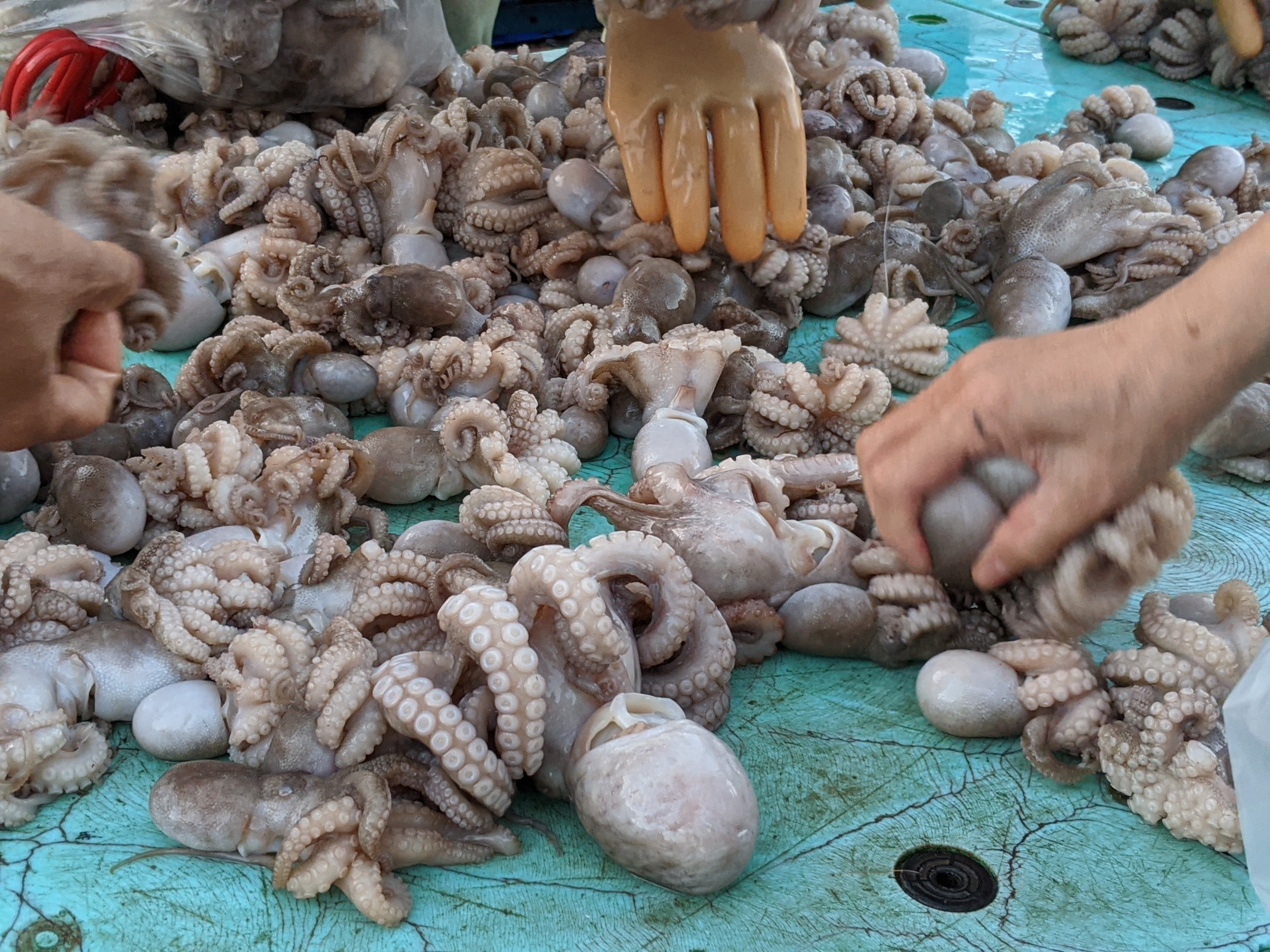
新捕獲的石鮔
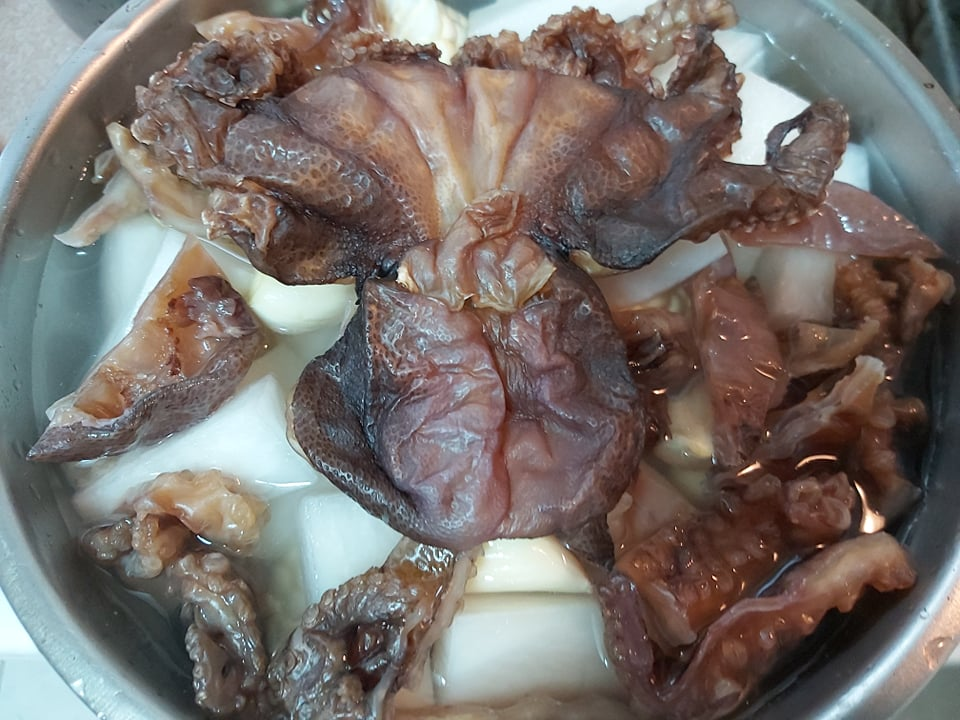
石鮔乾
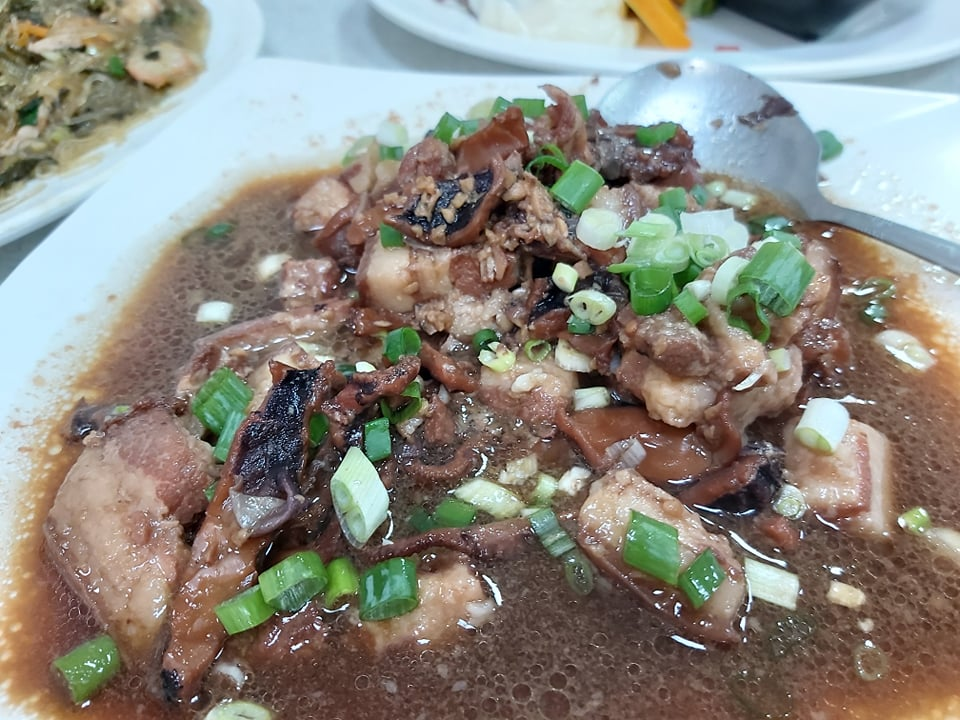
石鮔蔥花蒜香排骨湯